# 陈德霖 (京剧演员)
陈德霖（1862年—1930年），原名陈鋆璋，字麓耕，号瘦云，又号漱云，艺名金翠，小名石头，人称老夫子，满族。顺天府宛平县（今北京）人，清末京剧青衣演员。
十二岁入全福班习昆旦，后入四箴堂科班。改艺名陈德霖。十九岁出科后，又从田宝琳学京剧青衣，兼学刀马旦。曾与谭鑫培、王楞仙等合资重组三庆班，又与余玉琴、贾丽川等成立福寿班。光绪十六年（1890年），选入升平署，为内廷供奉。陈德霖以唱工著名，演唱风格师法时小福和余紫云，表演上沿用老派青衣传统规范，世称“陈（德霖）派”。嗓音清越，中气充沛，唱音清脆，腔调简洁，调门高，唱法棱角分明。唱法不尚花巧，注重坚实，不尚花巧，寓刚健于委婉，于挺拔中见婀娜，对许多传统旦角戏的腔调、唱法都有创新，对后世有一定影响。所主演的京剧有《祭江》、《彩楼配》、《芦花河》、《三击掌》、《骂殿》、《二进宫》及昆剧《昭君出塞》和吹腔《奇双会》等尤受称道。当时的名旦王瑶卿、尚小云、程砚秋、王琴侬、王蕙芳、姜妙香、梅兰芳、韩世昌等均拜其为师，故有“老夫子”之美称。